# Діган (футболіст)
Родріго Ізексон дос Сантос Лейті (порт. Rodrigo Izecson dos Santos Leite, нар. 14 жовтня 1985, Бразиліа), відомий як Діган (порт. Digão) — бразильський футболіст, що грав на позиції захисника.
Мав не дуже тривалу і не дуже успішну ігрову кар'єру, тож насамперед відомий як молодший брат Кака (повне ім'я — Рікардо Ізексон дос Сантос Лейті), бразильського футболіста, володаря «Золотого м'яча» 2007 року. Також Діган доводиться двоюрідним братом (кузеном) ще двом футболістам — Ігору Леіте та Едуардо Делані.

## Ігрова кар'єра
Народився 14 жовтня 1985 року в місті Бразиліа. Грав за молодіжну команду «Сан-Паулу», а 2004 року був запрошений до клубної структури «Мілана», гравцем якого роком раніше став його старший брат Кака.
Згодом був орендований «Сампдорією», де грав за молодіжну команду, а перший досвід виступів на дорослому рівні отримав протягом 2005–2007 років, коли також на умовах оренди грав за друголіговий «Ріміні».
Сезон 2007/08 провів у «Мілані» і навіть взяв участь в одній грі Серії A, двічі виходив у футболці молодіжного складу в іграх Кубка Італії.
За наступні три роки змінив декілька команд, за які грав на правах оренди, але в жодній з них не зумів наблизитися до основного складу.
Після завершення контракту з «Міланом» деякий час лишався без клубу аж доки восени 2012 року не зумів зацікавити у своїх послугах тренерів клубу «Нью-Йорк Ред Буллз» з американської MLS. Утім і у США заграти не вдалося і влітку наступного року контракт було розірвано за згодою сторін, після чого 27-річний футболіст припинив пошук варіантів продовження ігрової кар'єри.

## Статистика виступів

### Статистика клубних виступів
| Сезон                          | Команда                        | Чемпіонат                      | Чемпіонат | Чемпіонат | Національний кубок | Національний кубок | Національний кубок | Усього | Усього |
| Сезон                          | Команда                        | Ліга                           | Ігор      | Голів     | Ліга               | Ігор               | Голів              | Ігор   | Голів  |
| ------------------------------ | ------------------------------ | ------------------------------ | --------- | --------- | ------------------ | ------------------ | ------------------ | ------ | ------ |
| 2005–06                        | «Ріміні»                       | B                              | 6         | 0         | КІ                 | 1                  | 0                  | 7      | 0      |
| 2006–07                        | «Ріміні»                       | B                              | 17        | 0         | КІ                 | 1                  | 0                  | 18     | 0      |
| Усього за «Ріміні»             | Усього за «Ріміні»             | Усього за «Ріміні»             | 23        | 0         |                    | 2                  | 0                  | 25     | 0      |
| 2007–08                        | «Мілан»                        | A                              | 1         | 0         | КІ                 | 2                  | 0                  | 3      | 0      |
| 2008–09                        | «Стандард» (Льєж)              | ПЛ                             | 1         | 0         | КБ                 | 0                  | 0                  | 1      | 0      |
| лют. 2010                      | «Лечче»                        | B                              | 2         | 0         | КІ                 | 0                  | 0                  | 2      | 0      |
| лют.-черв. 2010                | «Кротоне»                      | B                              | 0         | 0         | -                  | -                  | -                  | 0      | 0      |
| 2010–11                        | «Пенафіел»                     | 2Л                             | 10        | 0         | КП+КЛ              | 1+2                | 0+1                | 13     | 1      |
| вер.-груд. 2012                | «Нью-Йорк Ред Буллз»           | MLS                            | 0+1       | 0         | -                  | -                  | -                  | 1      | 0      |
| січ.-лип. 2013                 | «Нью-Йорк Ред Буллз»           | MLS                            | 0         | 0         | USOC               | 0                  | 0                  | 0      | 0      |
| Усього за «Нью-Йорк Ред Буллз» | Усього за «Нью-Йорк Ред Буллз» | Усього за «Нью-Йорк Ред Буллз» | 0+1       | 0         |                    | 0                  | 0                  | 1      | 0      |
| Усього за кар'єру              | Усього за кар'єру              | Усього за кар'єру              | 38        | 0         |                    | 7                  | 1                  | 45     | 1      |

## Титули і досягнення
- Чемпіон Бельгії (1):

«Стандард» (Льєж): 2008-2009